# Anđelko Vuletić
Anđelko Vuletić (ur. 6 lutego 1933 w Trebinju, zm. 21 października 2021 w Zagrzebiu) – jugosłowiański poeta, pisarz, dramaturg i tłumacz pochodzenia chorwackiego.

## Życiorys
Po ukończeniu szkoły w rodzinnym Trebinju w 1953 rozpoczął studia na Uniwersytecie Sarajewskim, ale po roku został aresztowany pod zarzutem prowadzenia działalności antypaństwowej. Po zwolnieniu z więzienia nie mógł kontynuować studiów w Sarajewie i dokończył studia na wydziale filozoficznym Uniwersytetu w Belgradzie. Po studiach pracował jako nauczyciel w Sarajewie. W 1992 przeniósł się do Zagrzebia. Był uważany za zwolennika prawicowej partii HDZ Franjo Tuđmana.

## Twórczość
Dorobek pisarski Vuleticia obejmuje ponad 50 dzieł, w tym powieści, tomiki poezji, dramaty i literaturę dziecięcą. Był tłumaczem literatury francuskiej i węgierskiej. W 1965 otrzymał nagrodę Stowarzyszenia Pisarzy Bośni i Hercegowiny. Jedna z jego powieści Dva hrama, dvije razvaline, będąca krytyką systemu komunistycznego powstała w 1969, ale mogła się ukazać dopiero w roku 1994.
W Polsce ukazały się trzy książki Vuleticia w tłumaczeniu Grzegorza Łatuszyńskiego (Dusze na kiju klonowym, Dziewiąty cud na wschodzie, Żarliwość i gwałt). Utwory Vuleticia w polskim przekładzie ukazały się także w antologii Żywe źródła, w tłumaczeniu Łucji Danielewskiej (wyd. 1996).

## Publikacje

### Powieści
- 1958: Gorko sunce
- 1963: Drvo s paklenih vrata
- 1966: Deveto čudo na istoku
- 1980: Dan hapšenja Vile Vukas
- 1984: Jadi mladog karijerista
- 1988: Čudotvorna biljka doktora Engela
- 1994: Dva hrama, dvije razvaline
- 1998: Strijeljanje ustaše Broza

### Poezja
- 1961: Gramatika ili progonstvo
- 1962: Jedina nada
- 1965: Sedam vječnih pitanja
- 1967: Zmije odlaze s onu stranu svijeta
- 1968: Kraljica puteva
- 1971: Poezija
- 1977: Kad budem velik kao mrav
- 1985: Putnik na svoju odgovornost
- 1985: Križaljka za čitanje sudbine
- 1989: Popravni ispit
- 1995: Pčela i metak
- 1996: Pisma nebeskom gromu
- 1996: Sarajevo a zalazi sunce

### Dramat
- 1987: Miljenik partije Buharin
- 1990: Andrija Hebrang